# Till Eulenspiegel (Kästner)

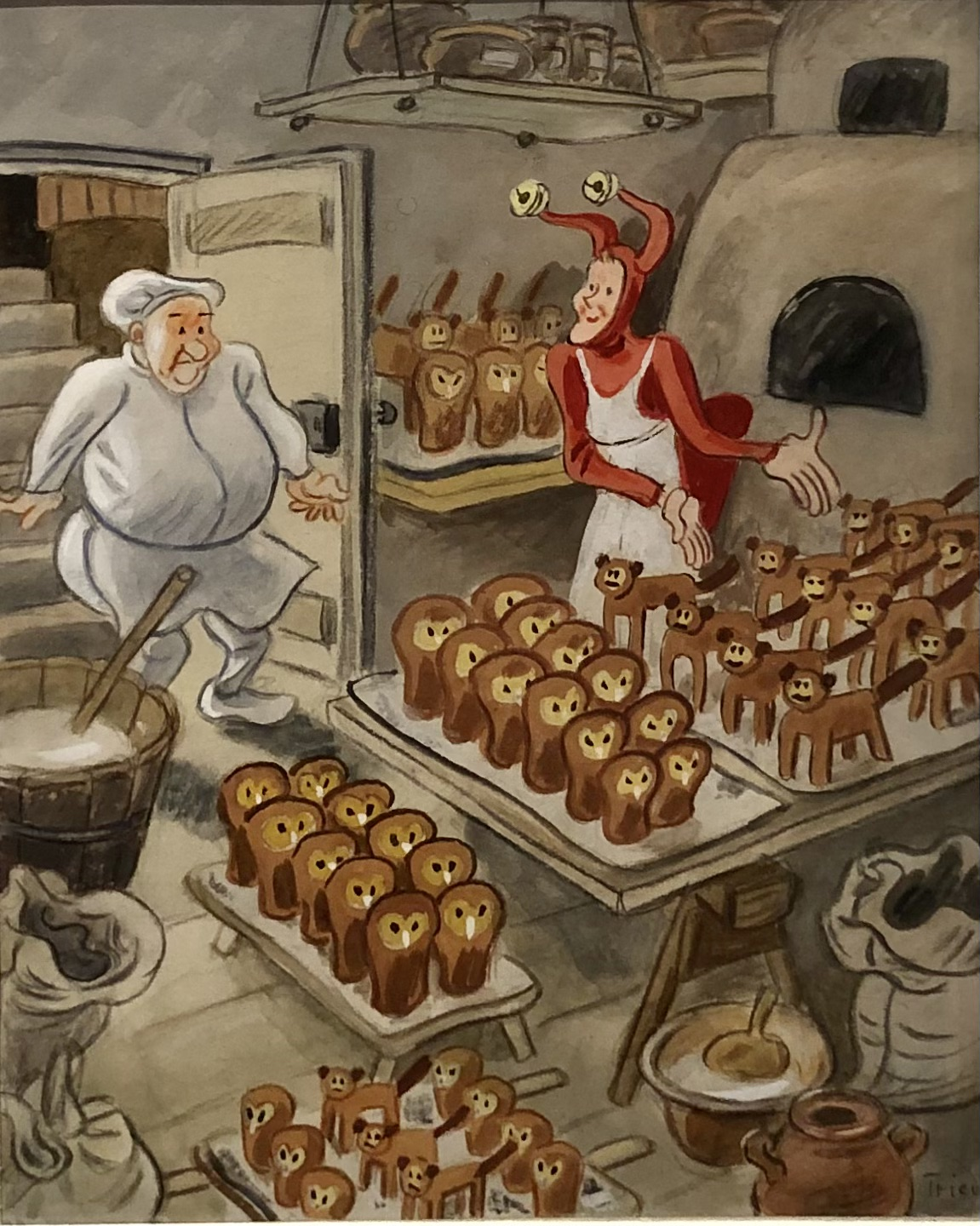
Wie Till Eulenspiegel Eulen und Meerkatzen buk (Walter Trier, 1938)

Till Eulenspiegel ist eine Nacherzählung für Kinder von Erich Kästner mit Illustrationen von Walter Trier. Es war Kästners erste von sechs (sehr freien) Nacherzählungen bekannter Klassiker der Weltliteratur und erschien 1938 bei Atrium (Basel).

## Inhalt
Im Vorwort vergleicht Kästner Till, den Spaßmacher aus dem Mittelalter, mit einem Clown, der aus dem Zirkus entlaufen ist und seine Streiche im wirklichen Leben ausführt. Das Buch beginnt im ersten Kapitel mit der Taufe von Till Eulenspiegel und berichtet dann die folgenden Streiche und Abenteuer: Wie Eulenspiegel auf dem Seil tanzt, in einem Bienenkorb schläft, einen Kranken heilt, Eulen und Meerkatzen bäckt, Turmbläser ist, die Erde kauft, einem Esel das Lesen beibringt, die Schneider aufklärt, die Kürschner betrügt und die Milch aufkauft.

## Entstehung
Die Erstausgabe von 1938 enthielt elf Geschichten des 1515 in Straßburg erschienenen Buches Ein kurzweilig Lesen von Dil Ulenspiegel, geboren uß dem Land zu Brunßwick. Wie er sein Leben vollbracht hat, das Herman Bote zugeschrieben wird. Im Buch finden sich zehn farbige Bilder und viele Zeichnungen von Walter Trier. Kästner hat das umfangreiche Original aus dem 16. Jahrhundert sehr stark gekürzt. Die folgenden dreizehn Historien des Originalbuchs erscheinen in den elf Kapiteln in dieser Reihenfolge: 1, 2 und 4, 3 und 9, 4 und 17, 19, 22, 26, 29, 50, 55, 70. Neben den nicht für Kinder geeigneten derben Geschichten (Sexualität, Brutalität) fehlt auch die Gesellschaftskritik, die nur aus der Entstehungszeit heraus verständlich ist. Durch das Vorwort und Kommentare macht der Autor diesen Spaßmacher aus dem Mittelalter auch für heutige Kinder greifbar und verständlich.

## Deutung
Wie bei den anderen Nacherzählungen Kästners interessierte sich die wissenschaftliche Forschung bisher wenig für dieses Kinderbuch, obwohl in dieser frühen Nacherzählung eine sublime Kritik des NS-Staates sichtbar wird. Der Herausgeber der ausführlichen Kästnerbiographie Sven Hanuschek erkennt beim Protagonisten Parallelen zu Hitler: Till Eulenspiegel wuchs ohne Vater auf und war ein „Leute-Schinder“. Für Ute Harbusch hat Kästner in der Episode im Krankenhaus, das aus dem Original übernommen ist, auf die eugenische Ideologie der Nationalsozialisten und die sich anbahnenden Krankenmorde angespielt.

## Ausgaben
- Erich Kästner: Till Eulenspiegel, Atrium Verlag, Basel 1938. (Erstausgabe)
- Erich Kästner: Der gestiefelte Kater In: Ders.: Maskenspiele: Nacherzählungen, herausgegeben von Sybil Gräfin Schönfeldt, Carl Hanser Verlag, München/Wien 1998 (Band IX von Erich Kästner: Werke, Hg. Franz Josef Görtz), S. 7–31

Das Kinderbuch Till Eulenspiegel wird bis heute vom Atrium Verlag (Zürich) herausgegeben. Es erscheint auch in Lizenzausgaben in Sammelbänden, digitalen Ausgaben und Hörbuchfassungen. Es wurde bisher 32 Mal in 28 Sprachen übersetzt, darunter auffällig viele Sprachen außerhalb Europas wie Afrikaans, Türkisch, Hebräisch, Hindi, Bengali, Chinesisch, Koreanisch oder Japanisch.